# Cornelis Willem de Rhoer

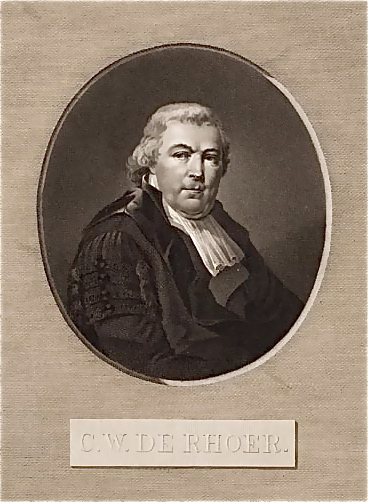
Cornelis Willem de Rhoer

Cornelis Willem de Rhoer (auch: Cornelius Wilhelm de Rhör; * 26. September 1751 in Deventer; † 15. Januar 1821 in Utrecht) war ein niederländischer Historiker, Rhetoriker, Philologe und Rechtswissenschaftler.

## Leben
Der Sohn des Jacob de Rhoer der Ältere hatte das Gymnasium Athaneum in seiner Heimatstadt besucht und, nachdem sein Vater an die Universität Groningen berufen worden war, hatte er sich am 11. Januar 1768 kostenlos in die Matrikel jener Hochschule eingetragen. Hier hatte er seine philosophischen Studien bei Leonhard Offerhaus (1699–1779), Friedrich Adam Widder (1724–1787) und  Dionysius van de Wijnpersse (1724–1808) absolviert. Jedoch wollte er vor allem die Rechtswissenschaften studieren. Daher besuchte er hierzu die Vorlesungen von Friedrich Adolf van der Marck (1719–1800), Ludwig Konrad Schroeder (1724–1801), Dionysius Godefridus van der Keessel (1738–1816) und Hermann Cannegieter (1723–1804).
Mit van der Kessel wechselte er 1771 an die Universität Leiden, wo unter anderem Friedrich Wilhelm Pestel (1724–1805) seine Ausbildung begleitete. Zurückgekehrt nach Groningen, erwarb er 1773 die akademische Würde eines Doktors der Rechte. Dann wurde er Rechtsanwalt in Groningen. 1777 berief ihn die Universität Harderwijk zum Professor der Geschichte, Rhetorik und der griechischen Sprache. 1784 wurde er Professor für niederländische Geschichte.
Nachdem er 1781 und 1791 auch Rektor der Alma Mater gewesen war, übernahm er 1791 die Professur des Natur, Völker und Verfassungsrecht an der Harderwijker Hochschule und 1795 wurde er Professor für niederländisches Staatsrecht. 1797 erhielt er einen Ruf als Professor an die juristische Fakultät der Universität Utrecht, welches Amt er am 7. März 1798 antrat. Hier wirkte er bis zu seinem Lebensende und war im Akademiejahr 1801/02 Rektor der Utrechter Alma Mater. 1820 hatte er in den Niederlanden den Weg vorbereitet, die Geschichte pragmatisch und philosophisch zu behandeln, wobei ihm Voltaires, Montesquieus, Humes und Gibbons Schriften als Leitfaden dienten.

## Werke (Auswahl)
- Diss. Philol. de studiis literariis Caesaris Augusti. Groningen 1770.
- Spec. hist. Jur. inaug. de poena ad filios et propinquos res non extendendâ, in quo variarum gentium mores ac leges exponuntur earumque causae indagantur. Groningen 1773
- Dissertationes de effectu religionis Christianae in iurisprudentiam Romanam, Fasc. I. Goningen 1776.
- Disputatio historica de fide Herodoti recte aestimanda. 1787